# Dick Cresswell
Richard "Dick" Cresswell (27 de Julho de 1920 – 12 de Dezembro de 2006) foi um oficial e piloto da Real Força Aérea Australiana (RAAF). Foi comandante do Esquadrão N.º 77 por duas vezes durante a Segunda Guerra Mundial, e mais tarde, na Guerra da Coreia, exerceu o comando do esquadrão uma terceira vez. Cresswell foi o primeiro piloto da RAAF a abater uma aeronave inimiga à noite dentro do território australiano, e foi o único homem a servir como comandante de esquadrão na RAAF por três ocasiões em tempos de guerra, e o primeiro oficial a liderar um esquadrão de aviões a jacto em combate. A sua performance na Guerra da Coreia valeram-lhe a Cruz de Voo Distinto dos Estados Unidos e do Reino Unido.